# Iso-Vohlinen
Iso-Vohlinen är en ö i Finland. Den ligger i sjön Pälkänevesi och i kommunen Pälkäne i den ekonomiska regionen Tammerfors och landskapet Birkaland, i den södra delen av landet, 140 km norr om huvudstaden Helsingfors. Öns area är 3,7 hektar och dess största längd är 390 meter i sydöst-nordvästlig riktning.